# Херман Шкорпил
Вацлав Херменгилд Шкорпил (1858 – 1923) (на чешки: Václav Hermengild Škorpil, известен като Херман Шкорпил) е чешко-български археолог и музеен деец, геолог, ботаник, архитект, библиотекар, а заедно с братята си Карел и Владислав е сред създателите на българската археологическа наука и музейно дело.

## Биография
Роден е на 8 февруари 1858 г. в гр. Високе Мито, Източна Чехия, тогава в Австрийската империя. Получава средно образование в гр. Хрудим и Пардубице, дипломира се в Техническия университет в Прага и Лайпцигския университет.
Пристига в България през 1879 година. От 1 септември 1880 г. е назначен за учител в Пловдивската мъжка гимназия. От 1 септември 1881 до 1 септември 1886 г. учителства в мъжката гимназия в Сливен. На 1 септември 1894 г. е назначен за учител в София, а между 1894 и 1900 г. преподава отново в мъжката гимназия в Пловдив. Между 1900 и 1904 г. е учител в Русе, а след това до 1906 г. – във Варна. Уредник е на Варненския археологически музей (1906 – 1921) и председател на Варненското археологическо дружество.
Херман Шкорпил е редовен член на Руския императорски археологически институт в Цариград, на Българския археологичен институт. Дописен член е на Германския археологичен институт в Берлин, на Австрийския археологичен институт във Виена, на Природо-изпитателното дружество в Петроград и почетен член на музея във Високо Мито.
Автор е на първата геоложка карта на Южна България (Източна Румелия, 1882), на изследвания и трудове в областта на историята, географията, геологията и др. Основава музей в Сливен (1884) и естественоисторически музей в Русе (1902).
Умира на 25 юни 1923 година във Варна. Погребан е край останките на раннохристиянската базилика в местността Джанавара (от турски: Зверилника) до Аспарухово, Варна.

## Почит
В чест на братята археолози Карел и Херман Шкорпил са наименувани улицата („Братя Шкорпил“) във Варна (където е запазена къщата им) която вече не е семейна собственост. Улици с тяхното име има и в Пловдив и Шумен и в квартал „Надежда IV“ в София (Карта). На тях е кръстено и варненското село Шкорпиловци.

## Трудове
- Доисторiческие памятники Болгарiи. Зап. Импер. Одесскаго Обща исторiи и древностей. Т. XIX, 1896
- Няколко бележки върху археологическите и историческите изследвания в Тракия. Пловдив, 1885
- Спомен за Сливен и манастирите му. Исторически бележки
- Български надписи от Ямбол. Периодическо списание, 1887, XXXI-XXXII, стр. 523
- Antike Inschriften aus Bulgarien. Arch.-Epigr. Mitteil т. XV (67 надписа); т. XV, 2 (118 надписа) и т. XVII, 2 (132 надписа)
- Altbulgarische Inschriften. Arch.-Epigr. Mitteil т. XIX, 2
- Паметници на град Одесос и Варна. Отчет на Варненската мъжка гимназия. 1897 г.
- Надписи от първите християнски времена и няколко думи за Абоба. Годишен отчет на Варненската мъжка гимназия. 1897 г.
- Първата българска столица до Абоба. Отчет на Варненската гимназия. 1901 г.
- Първобитните люде в България. Пловдив, 1906 г.
- Могили. Пловдив, 1898 г. (Заедно с Карел Шкорпил)
- Паметници из Българско. Сакар планина. София, 1888 г. (заедно с Карел Шкорпил)
- Предисториеските селища. В: Опис на старините по течението на р. Русенски Лом: Материали за археологическа карта на България, стр. 59 – 74. 1914 г.
- Средновековни черкви и гробници. СбНУ II
- Черноморското крайбрежие и съседните презбалкански страни в южна България. СбНУ III и IV
- Североизточна България в географско и археологическо отношение. СбНУ VII и VIII
- Старовремски надписи из разни краища от България. СбНУ VII и VIII
- Походът на Владислав през България в 1444 г. и битката при Варна. В: Известия на Варненското археологическо дружество I
- Римският водопровод във Варна. В: Известия на Варненското археологическо дружество II
- Турските укрепления във Варна. В: Известия на Варненското археологическо дружество II
- Одесос и Варна. В: Известия на Варненското археологическо дружество III
- Преслав. В: Известия на Варненското археологическо дружество III
- Неизвестно писмо (руни) и крайбрежни насипи. В: Известия на Варненското археологическо дружество IV
- Милиарни стълбове в Русе. В: Известия на Варненското археологическо дружество V
- Балчик. В: Известия на Варненското археологическо дружество V
- Археологически бележки от Странджа планина. В: Известия на Софийското археологическо дружество III
- Кражски явления (подземни рѣки, пещери и извори). Пловдив, 1900 г. (Заедно с Карел Шкорпил)
- География и статистика на Княжество България. Пловдив, 1892 г. (заедно с Карел Шкорпил)
- Двадесет-годишната дейност на Варненското археологическо дружество. В: Известия на Варненското археологическо дружество VII. (заедно с Карел Шкорпил)